# فرمانده نیروی زمینی اسرائیل
قرارگاه فرماندهی نیروی زمینی اسرائیل (عبری: מפקדת זרוע היבשה‎) یا فرمانده نیروی زمینی اسرائیل ارشدترین جایگاه در نیروی زمینی اسرائیل است، که فرماندهی و کنترل کلیه یگان‌ها، تیپ‌ها و لشکرهای نیروی زمینی اسرائیل (به غیر از یگان‌های زیرمجموعه فرماندهی‌های منطقه‌ای) را برعهده دارد. قرارگاه فرماندهی نیروی زمینی اسرائیل در سال ۱۹۹۸ توسط نیروهای دفاعی اسرائیل تأسیس شد. هم‌اکنون سرلشکر تامیر یادای به‌عنوان فرمانده نیروی زمینی اسرائیل فعالیت می‌کند.

## تاریخچه
طبق اصلاحات سال ۲۰۰۰ ارتش اسرائیل، قرار بود فرمانده نیروی زمینی اسرائیل به سومین بازوی نیروهای دفاعی اسرائیل، در کنار رؤسای ستاد نیروی هوایی و فضایی و نیروی دریایی، تبدیل شود. تا زمان ایجاد قرارگاه فرماندهی نیروی زمینی اسرائیل، نیروهای زمینی اسرائیل مستقیماً از طریق فرماندهی‌های منطقه‌ای (شمال، جنوب و مرکز) تابع رئیس ستاد کل نیروهای دفاعی اسرائیل بودند. هدف از این اصلاحات، تابع کردن نیروهای زمینی به یک فرمانده زمینی بود که بخشی از ستاد کل است، مانند نیروی هوایی و نیروی دریایی اسرائیل؛ و برخلاف اکثر نیروهای مسلح دیگر، که در آنها ارتش عملیاتی، نیروی هوایی و نیروی دریایی به علاوه سایر واحدهای پشتیبانی کمکی، همگی تابع فرماندهی‌های واحد هستند.
اصلاح پیشنهادی برای نیروی زمینی رد شد و نیروهای زمینی همچنان تابع سه فرماندهی منطقه‌ای هستند. به همین ترتیب، پشتیبانی رزمی و سپاه‌های خط عقب نیز تا حدودی تابع ادارات مربوطه هستند. در زمان جنگ، فرمانده نیروی زمینی به عنوان مشاور رئیس ستاد کل نیروهای دفاعی اسرائیل در جنگ زمینی عمل می‌کند.
به عنوان یک بازوی دفاعی اسرائیل، بازوی زمینی قرار است قدرت نیروهای زمینی را افزایش دهد و در جهت تعادل، ترکیب و هماهنگی بین سپاه زمینی تلاش کند. این کار را با آموزش و تربیت واحدهای منفرد، برنامه‌ریزی و انتشار دکترین مربوطه، سازماندهی نیروها به ترتیب برای مأموریت‌هایشان، و نیز تحقیق و توسعه و کسب تجهیزات انجام می‌دهد. اختیارات فرمانده نیروی زمینی اسرائیل تا سطح سپاه است. بالاتر از آن، یعنی خود فرماندهی‌های منطقه‌ای، اختیار با ستاد کل نیروهای دفاعی اسرائیل است.